# Irna Phillips
Irna Phillips (ur. 1 lipca 1901, zm. 22 grudnia 1973) – amerykańska aktorka oraz scenarzystka, która stworzyła wiele pierwszych amerykańskich oper mydlanych oraz zajmowała się pisaniem scenariuszy do seriali tego typu. Przez wielu jest uważana za matkę gatunku.

## Seriale
Irna Phillips jest najbardziej znana z wykreowania radiowych i telewizyjnych oper mydlanych (w tym najdłuższej - Guiding Light). Obecnie jedynie jeden z jej seriali jest wciąż w emisji. Stworzyła, lub współtworzyła następujące serie (m.in):
- Painted Dreams (premiera w 1930; jedna z pierwszych oper mydlanych w historii Stanów Zjednoczonych[1])
- Inny świat (1964–1999)
- As the World Turns (1956–2010)
- Dni naszego życia (1965 - emitowany do dziś)
- The Brighter Day (1948–1956 w radiu i w latach 1954–1962 w telewizji)
- The Road of Life (1937–1959 w radiu i w 1954 w telewizji)
- These Are My Children (1949; jedna z pierwszych oper mydlanych w TV[2])
- Guiding Light (1937–1956 w radiu i od 1952 do 2009 w telewizji)
- Love Is a Many Splendored Thing (1967–1973),
- Our Private World (1965; w telewizji primetime - spin-off As the World Turns)
- Young Doctor Malone (1939–1960 w radiu i w latach 1958–1963 w telewizji)